# آبشار کیلا
آبشار کیلا (به انگلیسی: Keila Waterfall) آبشاری است که در استونی واقع شده و ارتفاع کلی ریزشگاه آن ۶ متر است.